# روزولت (میشیگان)
روزولت، میشیگان (به انگلیسی: Roosevelt Park, Michigan) یک شهر در ایالات متحده آمریکا با جمعیت ۳٬۸۳۱ نفر است که در میشیگان واقع شده‌است.

## موقعیت جغرافیایی
موقعیت جغرافیایی شهرها و مناطق اطراف به شرح زیر است: